# Nederlandse Blindenbond

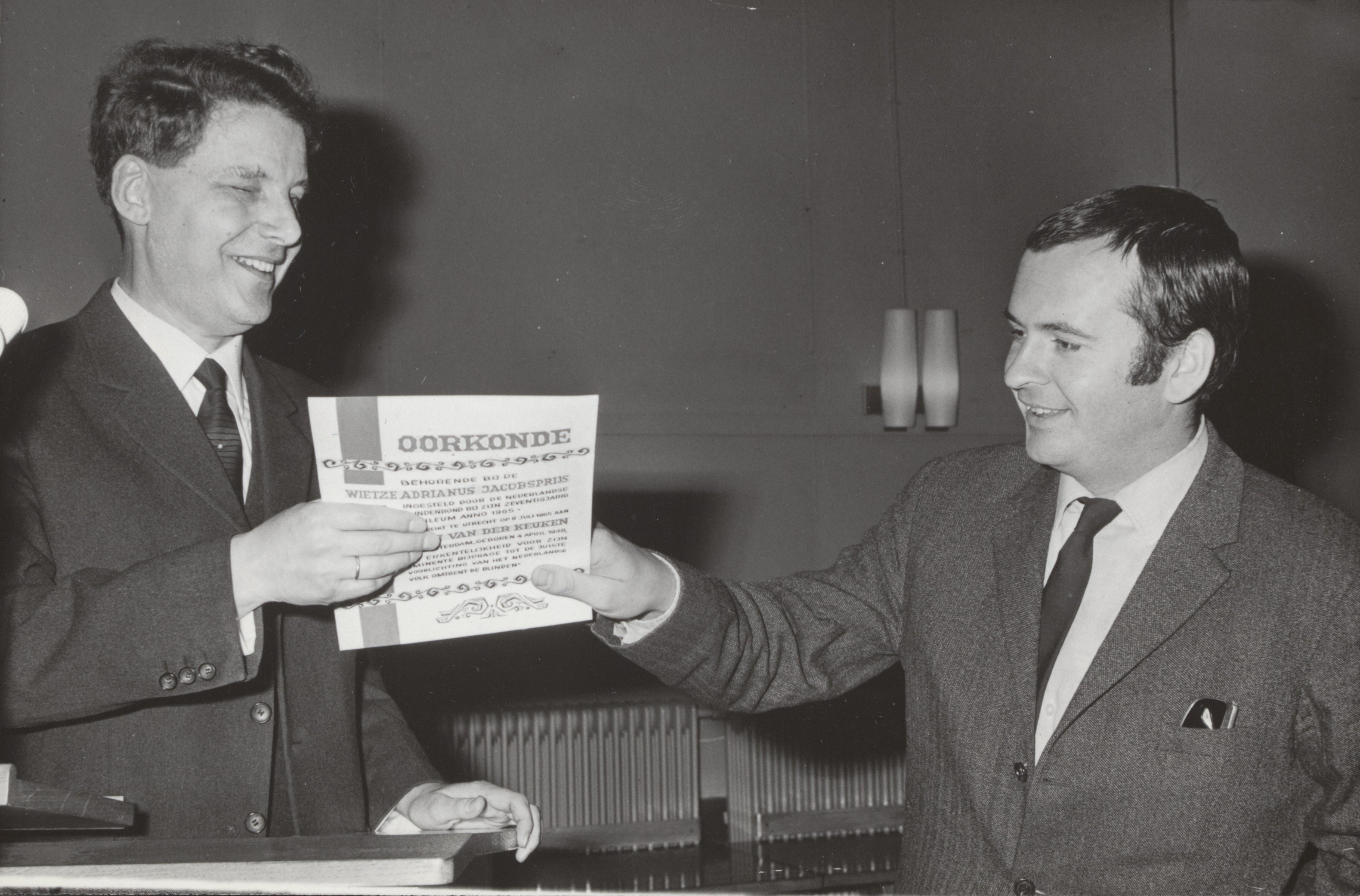
Tijdens de Bondsdag van de NBB op 8 juli 1965 in Tivoli te Utrecht werd aan cineast Johan van der Keuken de Wietze Adrianus Jacobs-prijs uitgereikt door vice-voorzitter ds. Jan de Wit

De Nederlandse Blindenbond (NBB) was een belangenvereniging van blinden die bestond tussen 1895 en 1977. 
In 1895 kwamen negen blinden in Den Haag ten huize van G.J. Kolff bijeen om de noden van blinde mensen te bespreken. Kolff was oprichter van de Nederlandse Braillebibliotheek, later omgedoopt in ‘Nederlandse Blindenbibliotheek’ (NBB). De bijeenkomst leidde tot de oprichting van de Nederlandse Blinden Bond op 27 mei 1895. Omdat alle deelnemers blind waren (Kolff was bovendien doof) was de NBB de oudste door gehandicapten zelf opgerichte belangenvereniging. 

## Ontwikkeling van de Nederlandse Blindenzorg
Tot de negentiende eeuw bestond de blindenzorg uit liefdadigheid. In 1808 werd in Amsterdam de eerste blindenschool opgericht door de Broederschap der vrijmetselaarsloges. In de grote steden gingen in de negentiende eeuw speciale blindencommissies zich bezighouden met de maatschappelijke problemen van blinden en slechtzienden. De blindenzorgcomité's bestonden meest uit dames van goede komaf. Veel blinden werden echter niet bereikt. Door het ontbreken van passend werk waren veel blinden afhankelijk van familie of van bedelen. 
Werkplaatsen
In de jaren twintig werden in Amsterdam en Den Haag gemeentelijke werkplaatsen opgericht voor blinden en andere gehandicapten. De productie bestond vooral uit borstels, manden en textielproducten. De producten werden onder meer aan particulieren verkocht. Enkele werkinrichtingen waren betrokken bij druk- en bindwerk van uitgaven in braille. Buiten de speciaal voor hen ingerichte werkplaatsen was het voor blinden bijna onmogelijk een baan te vinden. Soms konden muzikaal begaafde blinden buiten de werkplaatsen aan de slag als organist of pianostemmer. Met de opkomst van de telefonie konden blinden worden opgeleid voor werk buiten de werkplaatsen. In 1923 begonnen in Amsterdam naast de opleiding tot telefonist ook opleidingen voor beroepen als masseur en typiste. 
Opleidingen
Het accent van de opleidingen verschoof geleidelijk aan van handenarbeid naar meer verstandelijke arbeid. Er kwamen blindeninstituten in Bussum, Grave en Zeist. Blinden konden na hun opleiding in het eigen onderhoud voorzien en kregen zo een gelijkwaardig positie in de maatschappij. Vanaf de jaren vijftig gingen veel werkplaatsen voor mensen met een visuele beperking op in algemene sociale werkvoorzieningen. Met de opkomst van de  de verzorgingsstaat kregen mensen met een visuele beperking recht op sociale zekerheid en zorg en waren daardoor niet langer afhankelijk van de gunsten van anderen.

## Bondsactiviteiten
Doelstelling van de bond was ‘De bevordering der intellectuele belangen der blinden in Nederland en daarbuiten.’ Middelen daartoe ‘door het bijeenbrengen en het aan de blinden ter lezing verschaffen van werken, in Braille-schrift ter hunnen behoeve vervaardigd.’ De doelstelling werd later als volgt omschreven: ‘De Vereniging De Nederlandse Blindenbibliotheek stelt zich ten doel het stimuleren van en voorzien in de culturele behoeften van blinden, slechtzienden en anderen die gehandicapt zijn ten aanzien van het lezen van lectuur in het gebruikelijke schrift. Zij streeft mede naar verbetering van hun positie in de samenleving’.
Op 13 juni 1922 kreeg de Nederlandse Blindenbond koninklijke goedkeuring over nieuwe statuten. In de statuten werd het sociale vraagstuk van het welzijn van blinden centraal gesteld. Zo werd gestreefd naar leerplicht en verbetering van het onderwijs aan blinde kinderen. Daarnaast kwamen er eisen voor betere arbeidsvoorwaarden voor blinden en verbetering van de levensomstandigheden van blinde ouderen. De Blindenbond kreeg bovendien een federatieve vorm, waar naast particulieren ook plaatselijke organisaties zich bij aan konden sluiten.
De Nederlandse Blindenbond had in de dertiger jaren van de twintigste eeuw ongeveer 650 leden. In Nederland waren in die jaren ongeveer 4000 blinden. Een deel daarvan was blind geboren, het andere deel was later blind geworden. Na de Eerste Wereldoorlog voerde de NBB vooral strijd voor aangepast werk met aandacht voor de intellectuele aanleg van de betrokkene. 
De NBB gaf ondersteuning aan leden die in moeilijke financiële omstandigheden verkeerden. In de eigen Braille-drukkerij werden speciale uitgaven voor blinden verzorgd, waaronder wetenschappelijk-culturele periodieken. Ook was de bond behulpzaam bij het aanschaffen van geleidehonden en schrijfmachines voor brailleschrift.
Tot de Tweede Wereldoorlog had elke zuil een eigen blindenschool met internaat. Het algemene Instituut voor Onderwijs in Bussum had ook vestigingen in Huis ter Heide en Haren.
Medewerkers van de NBB hielden spreekbeurten door het hele land. Veel georganiseerde bijeenkomsten werden opgeluisterd door optredens van koren en muziekkorpsen, ook werden film- en toneelvoorstellingen gegeven. De activiteiten waren vooral gericht op het leggen van onderlinge contact en ondersteuning. De activiteiten werden financieel mogelijk gemaakt door donateurs, blindenzorgverenigingen en fondsen. Ook werden collectes gehouden.
Van ca 1960 tot ca 1980 werden er in de zomer speciale vakantieweken voor leden van de NBB en hun gezinnen georganiseerd.
Begin jaren '60 was dat in De Horst in Driebergen en later in vakantiehotel De Vier Foreesten in Vierhouten. Nog weer later in de jaren '80 in De Lutte.

## Fusies
De NBB was in de dertiger jaren van de twintigste eeuw een van de drie blindenbonden. De andere twee bonden waren de Rooms-Katholieke Blindenbond St. Odilia en de Nederlandse Christelijke blindenbond (NCB). In 1977 besloten de bonden te gaan fuseren en verder te gaan onder de naam Nederlandse Vereniging voor Blinden en Slechtzienden (NVBS). De helft van de leden van de NCB was echter bang dat door een fusie de christelijke grondslag verloren zou gaan en bleef als NCB bestaan. De Nederlandse Vereniging voor Blinden en Slechtzienden fuseerde in 2013 met de Glaucoomvereniging, Retina Nederland, Nederlandse Vereniging van Geleidehondgebruikers, Federatie Ouders Visueel Gehandicapten (FOVIG) en de Stichting DoofblindenNetwerk tot Oogvereniging Nederland. De Oogvereniging werd daarmee een patiënten- en belangenorganisatie op het gebied van (leven met) oogaandoeningen.